# Buzz Calkins
Buzz Calkins (Denver (Colorado), 2 mei 1971) is een Amerikaans voormalig autocoureur. Hij won het Indy Racing League kampioenschap van 1996, een titel die hij deelt met Scott Sharp.

## Carrière
Calkins reed van 1993 tot 1995 drie seizoen in de Indy Lights series, waar hij respectievelijk elfde, tiende en zesde in het kampioenschap werd. In 1996 ging hij rijden in het nieuw opgerichte Indy Racing League kampioenschap. Dat jaar bestond het kampioenschap enkel uit drie races. Hij won de eerste race in Orlando. Hij eindigde in het kampioenschap met gelijke punten als Scott Sharp en beiden werden uitgeroepen tot kampioen dat jaar. Hij bleef tot 2001 in het kampioenschap rijden, maar won verder geen races meer. Hij reed zes keer de Indianapolis 500, zijn beste resultaat was een tiende plaats in 1998. Hij moest het seizoen van 2004 vroegtijdig staken nadat hij door zijn team vervangen werd door een andere rijder.

### Resultaten
Indy Racing League resultaten (aantal gereden races, aantal maal in de top 5 van een race, eindpositie kampioenschap en punten)
| Jaar    | Races | 1ste | 2de | 3de | 4de | 5de | Rank | Ptn |
| ------- | ----- | ---- | --- | --- | --- | --- | ---- | --- |
| 1996    | 3     | 1    | -   | -   | -   | -   | 1¹   | 82  |
| 1996-97 | 9     | -    | 1   | -   | -   | 1   | 10   | 204 |
| 1998    | 9     | -    | -   | -   | -   | -   | 19   | 134 |
| 1999    | 10    | -    | -   | -   | -   | 2   | 13   | 201 |
| 2000    | 9     | -    | -   | -   | 1   | -   | 15   | 145 |
| 2001    | 13    | -    | -   | 1   | -   | -   | 9    | 242 |

¹ ex aequo